# Apanteles parasundanus
Apanteles parasundanus är en stekelart som beskrevs av Bhatnagar 1948. Apanteles parasundanus ingår i släktet Apanteles och familjen bracksteklar. Inga underarter finns listade i Catalogue of Life.